# Provincia de San Juan Bautista del Perú
La Provincia de San Juan Bautista del Perú es la circunscripción peruana de la Orden Dominica.

## Historia
En el año 1529 fueron seis los primeros dominicos que salieron de España hacia el Perú: fr. Reginaldo de Pedraza, fr. Alonso Burgalés, fr. Pedro Yépez, fr. Vicente Valverde, fr. Tomás de Toro y fr. Pablo de la Cruz. Luego de una larga travesía, sólo dos de ellos llegaron a Panamá: fr. Vicente Valverde y fr. Tomás de Toro.
Entre 1532-1538, arribaron al Perú tres o cuatro grupos con numerosos dominicos, entre los que se destacan los nombres de fr. Domingo de Santo Tomas, Gaspar de Carvajal, Pedro de Ulloa, Martín Esquivel, Tomás de San Martín, entre otros.
```
Fueron todos ellos quienes acompañaron a Francisco Pizarro hacia el sur en su búsqueda del fabuloso Imperio Incaico. Fr. Tomás de Toro, luego de llegar a Tumbes, regresó a Panamá, siendo nombrado Obispo de Cartagena. El Padre Vicente Valverde fue el único religioso y misionero presente en los acontecimientos de la Captura del Inca Atawualpa y los demás  acompañaron a Pizarro en la conquista del Incario y en la fundación de las primeras ciudades del Perú colonial.
```

Considerando la distancia que los separaba de la isla Española, sede de la Provincia de Santa Cruz de la que dependían jurídicamente, los religiosos enviaron a fr Francisco Martínez y fr. Agustín de Zúñiga al Capítulo General de Lyon (Francia), para pedir la creación de una nueva Provincia.
Los capitulares “aceptaron su petición y erigieron la Provincia”. La Bula de creación fue expedida por el Papa Paulo III el 23 de diciembre de 1539; y el 4 de enero de 1540, el Maestro de la Orden, Fr. Agustín Recuperato de Favencia firmaba en Roma las patentes de la nueva Provincia dominicana de San Juan Bautista. Fue el 24 de junio de dicho año que los religiosos iniciaron la evangelizacion del Perú, fundando entre los primeros Conventos e Iglesia de Santo Domingo de Yungay en el norte chico del Perú, el 4 de agosto del año 1540. 
El año 1571, fr. Vicente Justiniani, Maestro de la Orden, desmembra de la Provincia Peruana la Provincia de San Antonino de Colombia, “hoy San Luis Beltrán” y el año de 1586, fr. Sixto Fabro de Luca, Maestro de la Orden, separa las Provincias de Santa Catalina Mártir (hoy Santa Catalina de Sena) de Ecuador y la de San Lorenzo de Chile, quedando la Provincia Peruana con 30 conventos y 60 doctrinas.
El actual Prior de la Provincia dominica de San Juan Bautista es Fr. Rómulo Vásquez Gavidia, quien fue elegido para reemplazar a Fr. Juan José Salaverry Villarreal en el año 2018.

## Santos y beatos
- Santa Rosa de Lima
- San Martín de Porres
- San Juan Masías
- Beata Ana de los Ángeles Monteagudo

## Santuarios y monasterios
- Arequipa
  - Monasterio de Santa Catalina de Siena (Arequipa)
  - Convento de Santo Pablo Apóstol (Arequipa)
- Chimbote
  - Parroquia de San Pedro Apóstol (Chimbote)
- Cuzco
  - Convento de Santo Domingo (Cuzco)
- Lima
  - Basílica y Convento de Santo Domingo
  - Monasterio de Santa Catalina de Siena (Lima)
  - Monasterio de Santa Rosa de Lima
  - Santuario de Santa Rosa de Lima
  - Convento de San Alberto Magno (Lima)
- Trujillo
  - Iglesia y Convento de Santo Domingo (Trujillo)

## Centro de formación
- Lima
  - Casa Bartolomé de las Casas
  - Casa Beato Jordán de Sajonia
- Trujillo
  - Casa San Pedro Mártir